# Microcyclops uenoi
Microcyclops uenoi – gatunek widłonoga z rodziny Cyclopidae. Nazwa naukowa tego gatunku skorupiaków została opublikowana w 1937 roku na podstawie prac naukowych niemieckiego zoologa Friedricha Kiefera.